# 田中秀幸 (アートディレクター)
田中秀幸（たなか ひでゆき、1962年7月25日 - ）は、日本のアートディレクター、グラフィックデザイナー。
株式会社フレイムグラフィックス代表。

## プロフィール
静岡県浜松市出身。静岡県立浜松西高等学校、多摩美術大学グラフィックデザイン科卒業。
主に、テレビ番組やCM、ゲーム、広告、音楽、PV等でキャラクターデザインや映像デザイン、ディレクションを幅広く手がけている。ポップでキュートでありながらやや毒気も含む、独特のデザインセンスは若手クリエイターを始め、多くの支持を受けている。
パソコン1台あればCGが作れる環境が整い始めた時期に、1992年にフジテレビ系『ウゴウゴルーガ』に参加し、注目を浴びる。当時は、AmigaでCG制作をしていた。フジテレビ系深夜番組『Flyer TV』内で放映されたアニメ『スーパーミルクちゃん』の監督とデザイン、原案を担当。後に『OH!スーパーミルクチャン』として独立し、スペースシャワーTV・WOWOW等で放映され、OVAもリリースされた。
その他、ファッションブランド「super lovers」のデザインとPVを手がける。旧知の親友であるピエール瀧（電気グルーヴ）とのVJユニット「プリンストンガ」でも活動している。
電気グルーヴ『Fake It!』のミュージックビデオで、第13回（2009年）文化庁メディア芸術祭エンターテインメント部門優秀賞を受賞。グループ魂「べろべろ」のミュージックビデオで、第15回（2011年）文化庁メディア芸術祭エンターテインメント部門優秀賞を受賞。

## おもなデザイン活動
（株）フレイムグラフィックス名義も含む。

### テレビ番組
- 恐竜惑星（天才てれびくん内・NHK教育）
- ジーンダイバー（同上）
- アインシュタイン（フジテレビ系）
- new generation(フジテレビ)
- ウゴウゴルーガ (フジテレビ系)
- 音楽ファンタジー・ゆめ（NHK教育）
- スーパーミルクちゃん／OH!スーパーミルクチャン
- サタ☆スマ（フジテレビ系）
- ココリコミラクルタイプ（フジテレビ系）
- 平成日本のよふけ（フジテレビ系）「赤さん」デザイン
- 週刊こどもニュース（NHK総合） 「スクープ君」「ピント君」デザイン
- ダウンタウンのガキの使いやあらへんで!!（日本テレビ系） 背景セット
- SmaSTATION!!（テレビ朝日系） 「スマアニメ」制作
- どっちの料理ショー（読売テレビ製作）
- ガチャガチャポン!（フジテレビ系、BSフジ）
- 西遊記（フジテレビ系）
- FNS26時間テレビ 国民的なおもしろさ! 史上最大!! 真夏のクイズ祭り 26時間ぶっ通しスペシャル (フジテレビ系)
- オリキュン（フジテレビ系）
- FNS27時間テレビ みんな“なまか”だっ!ウッキー!ハッピー!西遊記! （フジテレビ系）
- Little Village People（MTV系）
- イチハチ（TBS系）
- 話題のシーンを再現 ミラクル実験SHOW（テレビ静岡製作/フジテレビ系）
- おじゃマップ（フジテレビ系）
- 世界の日本人妻は見た!（毎日放送製作/TBS系）
- プレバト!!（毎日放送製作/TBS系）
- 林先生が驚く初耳学!（毎日放送製作/TBS系）
- GENERATIONS高校TV (AbemaTV)
- じゃじゃじゃじゃ〜ン! (フジテレビ) デザイン監修・制作

### テレビCM
- 三井生命「ザ・ベクトル」
- 森永製菓「ウィダーINゼリー」
- PARCO「グランバザール」
- JR東日本「JR-SKIキャンペーン」
- ソフトバンクモバイル

### ゲーム
- バスト・ア・ムーブ（エニックス）
- バスト・ア・ムーブ2 ダンス天国MIX（エニックス）
- ダンスサミット2001（エニックス）
- ハテナサテナ（ハドソン）
- グルーヴ地獄V（ソニー・ミュージックエンタテインメント）
- バイトヘル2000（ソニー・コンピュータエンタテインメント）
- The Last Guy（ソニー・コンピュータエンタテインメント）
- ミブリー&テブリー（セガ）
- いつの間にテレビ（任天堂） - 『MESSEGE FROM OUTER SPACE 宇宙人からの警告』（日本テレビ）

### 音楽 （PV・CDジャケット等）
- WIRE
- 電気グルーヴ
- 石野卓球
- 篠原ともえ
- UA
- JUDY AND MARY
- FLIP-FLAP
- HALCALI
- DISCO TWINS
- グループ魂
- AKB48
- きゃりーぱみゅぱみゅ
- GO TO THE BEDS[1]
- PARADISES[1]

### パッケージデザイン
- 麒麟麦酒「キリン21世紀ビール」（2000年11月数量限定発売） - 「みんなで飲むと、10倍おいしい」をテーマに缶のパッケージデザインを担当[リンク切れ]。
- 「ダウンタウンのガキの使いやあらへんで!!」（よしもとアール・アンド・シー）DVDジャケットデザイン

### その他
- 神出鬼没のG&M　キャラクターデザイン
- 東京都現代美術館「きかんしゃトーマスとなかまたち展」 ロゴ・広告デザイン